# Menhir de Porz ar Stréat
Le menhir de Porz ar Stréat est un menhir situé sur la commune de Plouescat, dans le département du Finistère en France.

## Protection
Le menhir figure à l'inventaire général du patrimoine culturel.

## Description
Le menhir est un bloc de granite d'environ 5 m de hauteur.

## Annexe